# Instituto Obra Médico Asistencial
El Instituto de Obra Médico Asistencial (IOMA) es la obra social de la provincia de Buenos Aires. Está basada en un "sistema solidario de salud, distinguido por el principio de la equidad, en el que todos reciben la misma cobertura, sin distinciones de aportes", de acuerdo a lo estipulado en la página web del lugar.
Fundada en 1957, IOMA se convirtió en la mayor obra social bonaerense, otorgando cobertura a más de dos millones de afiliados obligatorios y voluntarios con la mayor red de prestadores de la provincia
Afiliados voluntarios: optaron por IOMA en forma individual o colectiva (convenios con entidades de trabajo).
El IOMA está organizado en 14 Direcciones Regionales y 198 delegaciones u oficinas de atención, cubriendo todo el territorio provincial.
El directorio está formado por cuatro vocales en representación del Estado provincial y tres vocales en representación de los afiliados. De los cuatro miembros del Estado provincial, el Poder Ejecutivo designa al presidente.

## Historia
El IOMA fue creado el 20 de febrero de 1957 por el decreto-ley N.º 2452, sancionado en acuerdo de ministros por la intervención federal de la provincia de Buenos Aires. En su artículo 27, la norma disponía que "la Suprema Corte de Justicia, la Honorable Legislatura y las Municipalidades podrían adherirse al régimen creado, y en tal circunstancia el personal de sus dependencias tendría los mismos derechos y obligaciones que los estipulados para los integrantes de la Administración General".
El IOMA nació como organismo no autárquico sino descentralizado dependiente del Ministerio de Salud, y con el objetivo expreso de proveer cobertura médico asistencial, excluyendo al resto de los servicios sociales que figuraban en el proyecto original.
A partir del 12 de marzo de 1957, según lo dispuso el decreto-ley, "todas las instituciones de obras médico asistenciales oficiales existentes pasan a depender del IOMA, que se haría cargo de sus activos y pasivos".
La dirección y administración del IOMA estaba ejercida por un director designado por el Poder Ejecutivo a propuesta del ministerio del área. Este era asistido por un Consejo Asesor integrado por los representantes de los distintos ministerios, Secretaría General de la Gobernación, Policía y de los otros poderes. Además de aconsejar fundadamente toda cuestión vinculada con el funcionamiento del Instituto, el cuerpo debía vigilar las recaudaciones e inversiones, fiscalizar el cumplimiento de los fines médico-asistenciales y ejercer las demás funciones de asesoramiento. La orientación técnica estaba a cargo del cuerpo profesional del Ministerio de Salud Pública y Asistencia Social.
Se consideraron afiliados directos y obligatorios a "todo el personal en actividad dependiente de cualquier organismo de la Administración General de la Provincia, los jubilados y pensionados de dicha Administración". Los beneficios alcanzaron al grupo familiar primario.
El Instituto se creó para proporcionar los siguientes beneficios: medicina general y especializada en consultorio y domicilio, internaciones en establecimientos asistenciales, servicios auxiliares (análisis de laboratorio, radiografías, masoterapia), asistencia odontológica y provisión de medicamentos.
A partir del 24 de junio de 1957, el IOMA comenzó a funcionar a pleno en la casa de la calle 46 N.º 886, en el mismo predio en el que posteriormente se edificó la sede actual.